# Mursi
Mursi (ili Mun, kako se sami nazivaju) su surmska pastoralistička etnička skupina u Etiopiji. Uglavnom borave u Zoni Debub Omo u Regiji Južnih naroda, narodnosti i etničkih grupa, blizu granice s Južnim Sudanom. Prema nacionalnom popisu stanovništva iz 2007. godine, Mursija je bilo 11.500, od čega 848 živi u urbanim područjima. Od ukupnog broja, 92,25% živi u Regiji Južnih naroda, narodnosti i etničkih grupa.
Okružen planinama između rijeke Omo i njezina pritoka Mago, dom Mursija jedan je od najizoliranijih kutaka Etiopije. Njihovi susjedi uključuju narode Aari, Banna, Bodi, Karo, Kwegu, Nyangatom i Suri. Zajedno s narodima Me'en i Suri, etiopska vlada ih svrstava u etničku grupu Surmi.

## Jezik
Mursi govore Mursi jezik kao maternji jezik. Klasificiran je kao Surmički jezik, koji je ogranak Nilo-saharske jezične obitelji. Mursi je usko povezan (preko 80% kognata ) s jezicima Me'en i Suri, kao i Kwegu. Prema nacionalnom popisu stanovništva iz 1994. godine, u Regiji Južnih naroda, narodnosti i etničkih grupa je bilo 3163 osoba koje su izjasnile kao Mursi; 3.158 je govorio Mursi kao svoj prvi jezik, dok je 31 govorioo Mursi kao svoj drugi jezik. Prema analitičkom volumenu nacionalnog popisa stanovništva iz 1994. godine, gdje je jezik Mursi grupiran pod Me'en, 89,7% je bilo jednojezično, a drugi jezici koji se govore bili su bench (4,2%), amharski, službeni jezik Etiopije (3,5%) i Kafa (1,1%).  
Postoje dvije ortografije za jezik Mursija. Jedna je zasnovana na amharskom jeziku, iako je Mursi jezik surmski jezik s nespojivom strukturom samoglasnika i naglašenim i nepotpunim suglasnicima u usporedbi s amharskim. Druga je latinica. Latinografsku ortografiju razvili su David Turton i Moges Yigezu sa Sveučilišta Addis Abeba.

## Religija i kultura
Kao i mnogi agro-pastoralisti u istočnoj Africi, Mursi doživljavaju silu veću od sebe, koju nazivaju Tumwi. Obično se nalazi na nebu, iako se ponekad Tumwi manifestira kao nebeska stvar (ahi a tumwin), poput duge ili ptice. Glavni vjerski i obredni ured u društvu je Kômoru, svećenik ili šaman. Ovo je nasljedna titula, za razliku od neformalne političke uloge džalabe. Kômoru utjelovljuje u svojoj osobi dobrobit grupe kao cjeline i djeluje kao sredstvo komunikacije između zajednice i boga (Tumwi), pogotovo kad joj prijete takvi događaji kao što su suša ili kakvi nametnici ili bolest na usjevima. Njegovu ulogu karakterizira izvođenje javnih rituala za prizivanje kiše, zaštitu muškaraca, stoke i usjeva od bolesti, te odvraćanje prijetnji od drugih plemena. U idealnom slučaju, da bi se sačuvala veza između naroda i Tumvija, Kômoru ne bi trebao napustiti zemlju mursija, pa čak ni svoju lokalnu skupinu (bhuran). Jedan od klanova, Komortê, se smatra svećeničkim klanom ali postoje svećeničke obitelji i u dva druga klana, a to su Garikuli i Bumai.
Religija naroda Mursi klasificirana je kao animizam, iako su neki Mursi prihvatili kršćanstvo. U misionarskoj postaji u sjeveroistočnom kutu Mursilanda postoji služba koja pruža obrazovanje, osnovnu medicinsku njegu i podučavanje u kršćanstvu.

## Životni ciklusi
Mursi prolaze različite obrede prolaska, obrazovne ili disciplinske procese. Usne pločice dobro su poznati aspekt Mursija i Surme, koji su vjerojatno posljednja skupina u Africi, u kojoj i dalje vlada običaj da žene nose veliko posuđe, drvene diskove ili "tanjure" na donjim usnama. Djevojke usne probijaju u dobi od 15 ili 16 godina. Ponekad usne ploče na ples nose neudane žene, a sve češće se nose kako bi privukle turiste u svrhu dodatne zarade.
Ceremonijalni dvoboj (thagine), oblik ritualiziranog muškog nasilja, vrlo je cijenjena i popularna aktivnost muškaraca Mursija, posebno neoženjenih muškaraca, i ključni pokazatelj identiteta Mursija. Dobne skupine su važno političko obilježje, gdje se muškarci formiraju u "dobne skupine" i tijekom života prolaze kroz različite "starosne razrede". Udane žene imaju status iste dobi kao i njihovi muževi.

## Nacionalni park Omo
Zaklada Afrički parkovi optuženi su za prisiljavanje Mursija da odustanu od svog zemljišta unutar granica Nacionalnog parka Omo bez naknade. Potpisani dokumenti se koriste za legalizaciju granica parka koji je preuzela spomenuta zaklada. 
Grupa pod nazivom "Izvorna rješenja za zaštitu izbjeglica" tvrdi da će dokumenti učiniti Mursije "ilegalnim stanovnicima" na njihovoj vlastitoj zemlji i da je slična sudbina već zadesila narode Suri, Dizi, Me'en i Nyangatom, koji također žive unutar parka. Nakon što je Zaklada Afričkih parkova preuzela nacionalni park Omo, Mursi su izrazili bojazan da će na kraju biti iseljeni sa svoje zemlje poput Guji-Oromo-a u nacionalnom parku Nechasar. Zbog sve jačih pritisaka aktivista za ljudska prava, Zaklada African Parks objavila je kako planira napustiti nacionalni park Omo 2007. godine. Mursi su proglasili svoje područje područjem očuvanja zajednice od srpnja 2008. i započeli turistički projekt u zajednici.

## Brana Gibe III i shema komercijalnog navodnjavanja velikih razmjera
Hidroelektrana Gilgel Gibe III, u srednjem slivu Oma, dovršena u listopadu 2015., uvelike će izmijeniti režim poplava u donjem slivu i time ugroziti preživljavanje velikog broja ljudi. Uređivanje riječnih tokova i "podizanje" malih riječnih tokova tijekom sušne sezone, trebalo bi omogućiti razvoj velikih komercijalnih shema navodnjavanja, no najnovije narudžbeno izvješće sugerira da u rijeci Omo nema dovoljno vode za navodnjavanje cijelog područja. Najambicioznije od njih već provodi državna Etiopska šećerska korporacija na kopnu koje je izuzeto iz Nacionalnog parka Omo ili koje trenutačno zauzimaju narodi Bodi, Mursi, Nyangatom i Kara. Ako se realiziraju sadašnji planovi, donji Omo postat će daleko najveći kompleks navodnjavanja u Etiopiji, barem udvostručujući ukupnu navodnjavanu površinu u državi.

## Vanjske poveznice
- (engl.) Mursi Online
- (engl.) People of Africa
- (engl.) The Mursi Language
- (engl.) National Geographic Photo Gallery  Arhivirana inačica izvorne stranice od 26. svibnja 2005. (Wayback Machine)
- (engl.) Mursi in danger of denial of access or displacement
- (engl.) An anthropologist's comments on the Mursi and the Omo Park situation (dostupno i kao Word dokument)
- (engl.) African Parks Foundation
- (engl.) Mursi Online page on the Mursi 'Surmic' language (tugo)
- (engl.) Full-text documents and journal articles about the Mursi  Arhivirana inačica izvorne stranice od 17. veljače 2020. (Wayback Machine) (Forced Migration Online, Digital Library)
- (engl.) https://www.youtube.com/watch?v=9PUSPE_7ek8&t=4s Walking With The Mursi is an adventure/travel documentary spanning four continents as David Willing hikes 500 km across Ethiopia's remote Omo Valley with Mursi tribes.